# Georgische Fußballnationalmannschaft (U-19-Junioren)
Die georgische Fußballnationalmannschaft der U-19-Junioren (georgisch საქართველოს 19 წლამდე ფეხბურთელთა ნაკრები) ist die Auswahl georgischer Fußballspieler der Altersklasse U-19. Sie repräsentiert die Georgian Football Federation auf internationaler Ebene, beispielsweise in Freundschaftsspielen gegen die Auswahlmannschaften anderer nationaler Verbände, aber auch bei der seit 2002 in dieser Altersklasse ausgetragenen Europameisterschaft. Die georgische Mannschaft konnte sich einmal sportlich für die Endrunde qualifizieren und nahm einmal als automatisch qualifizierter Gastgeber teil, konnte aber nie die Gruppenphase überstehen. Achtmal scheiterte die Mannschaft in der Eliterunde.

## Teilnahme an U-19-Europameisterschaften
- 2002: nicht qualifiziert
- 2003: nicht qualifiziert (in der Eliterunde gescheitert)
- 2004: nicht qualifiziert
- 2005: nicht qualifiziert
- 2006: nicht qualifiziert (in der Eliterunde gescheitert)
- 2007: nicht qualifiziert (in der Eliterunde gescheitert)
- 2008: nicht qualifiziert
- 2009: nicht qualifiziert (als zweitschlechtester Gruppendritter die Eliterunde verpasst)
- 2010: nicht qualifiziert (als drittbester Gruppendritter die Eliterunde verpasst)
- 2011: nicht qualifiziert
- 2012: nicht qualifiziert (in der Eliterunde gescheitert)
- 2013: Gruppenphase
- 2014: nicht qualifiziert (in der Eliterunde gescheitert)
- 2015: nicht qualifiziert (in der Eliterunde gescheitert)
- 2016: nicht qualifiziert (in der Eliterunde gescheitert)
- 2017: als Gastgeber qualifiziert, Gruppenphase
- 2018: nicht qualifiziert
- 2019: nicht qualifiziert
- 2020: abgesagt (als Gruppensieger für die abgesagte Eliterunde qualifiziert)
- 2022: nicht qualifiziert (in der Eliterunde gescheitert)

| Bilanz     | Bilanz | Bilanz | Bilanz | Bilanz      | Bilanz | Bilanz    | Bilanz       |
| Runde      | Spiele | Siege  | Remis  | Niederlagen | Tore   | Gegentore | Tordifferenz |
| ---------- | ------ | ------ | ------ | ----------- | ------ | --------- | ------------ |
| 1. Runde   | 056    | 24     | 14     | 18          | 87     | 59        | 28           |
| Eliterunde | 027    | 10     | 06     | 11          | 41     | 48        | −7           |
| Endrunde   | 006    | 01     | 01     | 04          | 04     | 09        | −5           |
| Gesamt     | 89     | 35     | 21     | 33          | 132    | 116       | 16           |